# Mikołaj I (prawosławny patriarcha Antiochii)
Mikołaj I – chalcedoński patriarcha Antiochii w latach 826–834.